# Scutariellidae
Scutariellidae é uma família de platelmintos pertencentes à ordem Rhabdocoela.
Géneros:
- Bubalocerus Matjasic, 1958
- Caradinicola Annandale, 1912
- Caridinicola Annandale, 1912
- Cercomeria
- Monodiscus Plate, 1914
- Paracaridinicola Baer, 1953
- Scutariella Mrazek, 1907
- Stygodycticola Matjasic, 1958
- Stygodyticola Matjasic, 1958
- Subtelsonia Matjasic, 1958
- Troglocaridicola Matjasic, 1958